# ماهی چشم‌درشت خال‌بنفش
ماهی چشم‌درشت خال‌بنفش (نام علمی: Priacanthus tayenus) نام یک گونه از تیره تیبرماهیان است.